# Stadion Miejski w Olicie
Stadion Miejski w Olicie (lit. Alytaus miesto stadionas) – stadion piłkarski w Olicie na którym rozgrywa swoje mecze Dainava Olita. Pojemność stadionu to 3748 miejsc siedzących część z nich jest zadaszona. Stadion posiada sztuczne oświetlenie. Obiekt był kilkakrotnie modernizowany w latach 1957–1958, 1993–1995, a ostatnia modernizacja była w latach 2007-2009. Stadion miejski pierwotnie nazywał się "Dzūkų" i nie posiadał bieżni lekkoatletycznej która aktualnie posiada sześć torów z nawierzchnią tartanową. Stadion posiada 2 kategorię UEFA. Nieopodal stadionu znajdują się korty tenisowe. Obiekt będzie jedną z aren Mistrzostw Europy U-19 w 2013 roku.

## Modernizacja w latach 2007-2009
W latach 2007–2009 została wykonana modernizacja za sumę 38.188.788 Lt., gdzie 19.094.394 Lt. pochodziło z Funduszów Europejskich, 17.662.314,45 Lt. z funduszów Republiki Litewskiej i 1.432.079,55 Lt. z miasta Olita. Dnia 27 listopada 2009 stadion został oficjalnie odebrany od wykonawcy. W ramach modernizacji została wymieniona murawa stadionu, wymieniona nawierzchnia bieżni z asfaltowej na tartanową, zamontowane zostało oświetlenia wraz z awaryjnym generatorem prądu, remont kortów tenisowych, budowa chodników wokół stadionu, remont pomieszczeń piłkarskich takich jak: szatnie, prysznice, toalety itp..